# NGC 5631
NGC 5631 is een lensvormig sterrenstelsel in het sterrenbeeld Grote Beer. Het hemelobject werd op 17 april 1789 ontdekt door de Duits-Britse astronoom William Herschel.

## Synoniemen
- UGC 9261
- MCG 10-21-2
- ZWG 296.5
- PGC 51564